# Faranah (plaats)
Faranah is een stad in Guinee en is de hoofdplaats van de gelijknamige regio Faranah. Faranah telde in 1996 bij de volkstelling 34.472 inwoners. In 2016 had de stad al 83.333 inwoners.
De stad ligt aan de Niger en aan de weg tussen de hoofdstad Conakry en Kissidougou.
De plaats, toen nog Balandougou genoemd, was aan het begin van de 20e eeuw niet meer dan een dorp. De stad groeide sterk vanaf de jaren 1970. In 1980 werd in de stad een West-Afrikaanse top gehouden waarbij de Autorité du bassin du Niger werd opgericht.
De stad is een belangrijk regionaal handelscentrum.

## Geboren
- Ahmed Sékou Touré (1922-1984), president van Guinee